# Formula–1 nyugat-amerikai nagydíj

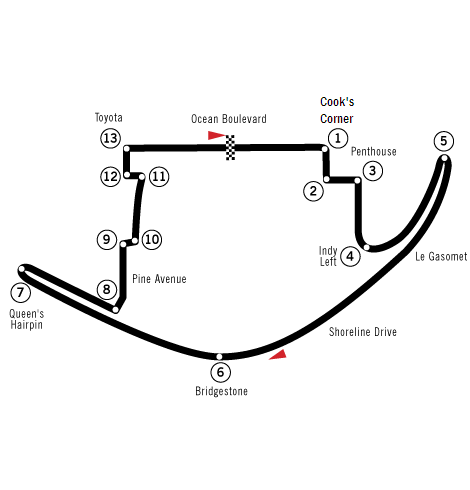
Long Beach

A Formula–1 nyugat-amerikai nagydíjat 1976 és 1983 között rendezték meg Long Beach-en. Bizonyos források Long Beach nagydíj néven jegyzik.
| Év   | Versenyző         | Konstruktőr | Pálya      | Riport |
| ---- | ----------------- | ----------- | ---------- | ------ |
| 1983 | John Watson       | McLaren     | Long Beach | Riport |
| 1982 | Niki Lauda        | McLaren     | Long Beach | Riport |
| 1981 | Alan Jones        | Williams    | Long Beach | Riport |
| 1980 | Nelson Piquet     | Brabham     | Long Beach | Riport |
| 1979 | Gilles Villeneuve | Ferrari     | Long Beach | Riport |
| 1978 | Carlos Reutemann  | Ferrari     | Long Beach | Riport |
| 1977 | Mario Andretti    | Lotus       | Long Beach | Riport |
| 1976 | Clay Regazzoni    | Ferrari     | Long Beach | Riport |